# Нулевая машина
Нулевая машина (нулевой экипаж) применяется в ралли для обеспечения безопасности при проведении соревнований.

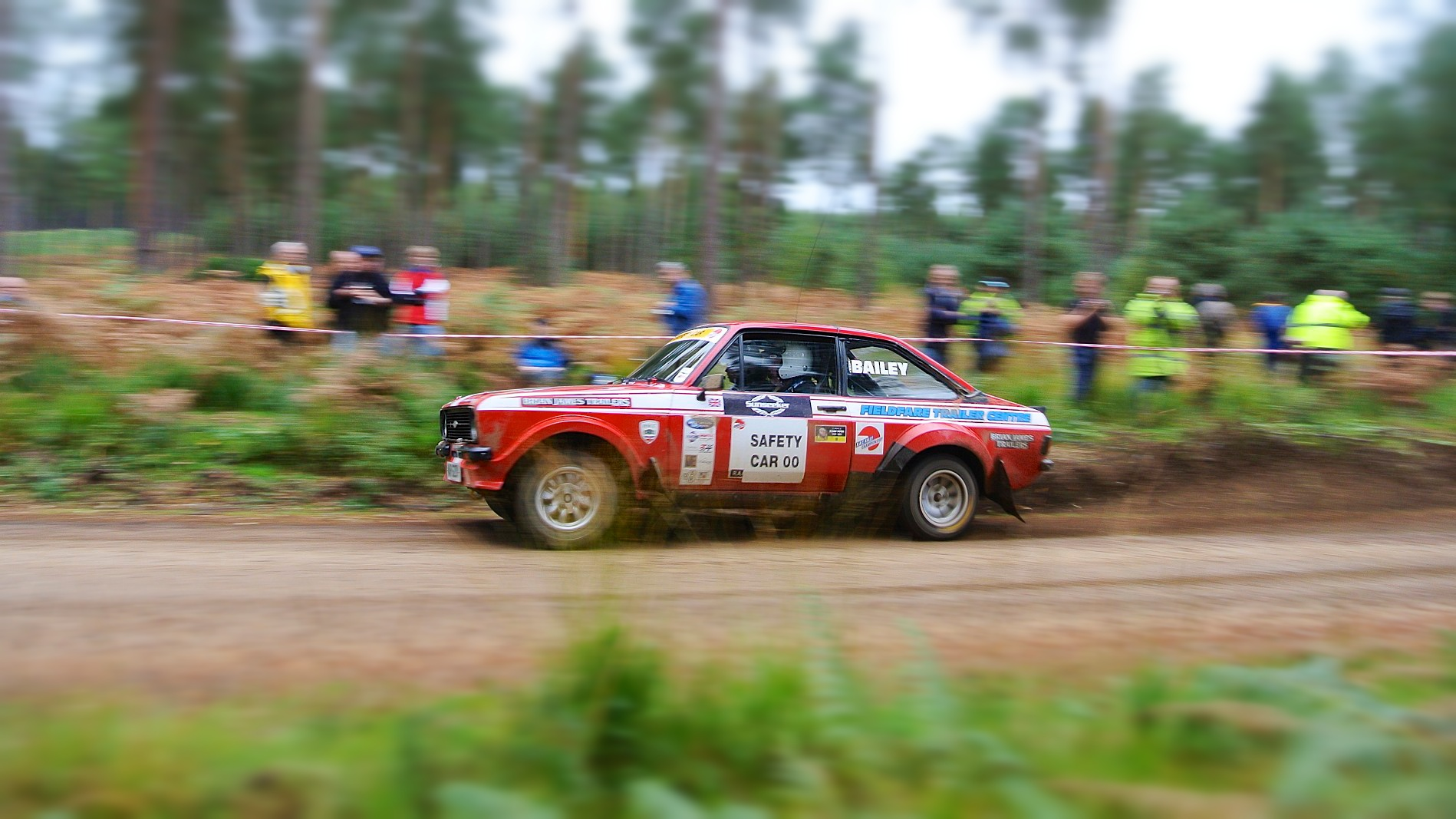
Ford Escort в качестве нулевой машины на спецучастке ралли.

Основными поставленными задачами перед нулевыми машинами являются:
- контроль работы судейских пунктов (КВ, СУ);
- оповещение зрителей о начале соревнования;
- контроль перекрытия примыкающих к трассе дорог;
- контроль состояния трассы.

В ралли применяется от 3 (минимум) до 5 (максимум) нулевых машин. Стартовые номера нулевых машин отличаются от номеров остальных машин, они начинаются с цифры 0, за которой может следовать цифра от 1 до 5 (05, 04, 03, 02, 01, 0), либо последовательно идущие 0 (00000, 0000, 000, 00, 0). В любом случае самой последней нулевой машиной идёт машина под номером 0, после которой уже идут соревнующиеся машины. Чем меньше число (меньше 0) тем быстрее движется машина, т.к. до старта первой соревнующейся машины остаётся меньше времени. Первая машина безопасности стартует за 15 минут до начала, а последняя всего за 5 минут.
Организаторы для подстраховки стараются иметь запасные нулевые машины, т.к. в случае наличия на трассе менее трёх нулевых машин соревнование должно быть остановлено.
Для нулевых машин используются (преимущественно) автомобили подготовленные согласно КиТТ (действующему и/или ранее действующему), экипаж состоит из опытных спортсменов.